# Diritto di recesso
Il diritto di recesso, in diritto, è la facoltà di una parte che rinuncia alla partecipazione ad un negozio giuridico.

## Nel mondo

### Unione Europea
In diritto di recesso è stato introdotto nella legislazione comunitaria con la Direttiva 85/577/CEE del Consiglio dell'Unione europea del 20 dicembre 1985 per la tutela del consumatore in caso di contratti negoziati fuori dei locali commerciali. La direttiva è stata recepita da gran parte dei paesi membri e prevede la possibilità per il consumatore di disdire senza penali un contratto entro 7 giorni dalla stipula o dal al momento della formulazione dell'offerta a seconda dei casi previsti.
Per effetto della norma, ove applicabile, chi acquista un oggetto, sottoscrive un abbonamento o stipula contratti simili, ha 7 giorni di tempo per disdire senza penali il contratto che ha firmato. Per l'acquisto di un prodotto, il recesso consiste nella restituzione dell'oggetto, ottenendo a scelta del consumatore la quantità di denaro corrisposta oppure un buono di pari valore da spendere nello stesso esercizio.
Il diritto di recesso è focalizzato sugli acquisti effettuati fuori dal pubblico esercizio (quindi ad esempio a distanza o a domicilio, oppure in contesti in cui la vendita è effettuata a titolo accessorio o integrativo di altre attività, come nella nota vendita di stoviglie in occasione di viaggi organizzati). Non si applica perciò a tutti i beni acquistati direttamente in negozio, di cui l'acquirente ha presuntivamente avuto preventivamente visione e possibilità di prendere atto e cognizione di tutte le caratteristiche: il ripensamento non è riconosciuto come diritto, salvo accordi precedenti la conclusione del contratto presi direttamente con il venditore. In simili casi il diritto di recesso per vendita in negozio viene applicato solo ed esclusivamente a discrezione del venditore, non avendo questi alcun obbligo di legge in tal senso. Nei periodi di vendite a prezzi di saldo, non di rado non è nemmeno consentita la sostituzione della merce.
Poiché la legge prevale su eventuali pattuizioni fra le parti, contratti che prevedano una penale in caso di recesso prima dei 7 giorni oppure un termine inferiore per il recesso anticipato, sono nulli. La presenza di una clausola vessatoria e nulla rende nullo l'intero contratto: in questo caso, la controparte può esimersi dalle obbligazioni scritte nel contratto, anche dopo i 7 giorni per il recesso anticipato, non avendo il contratto di partenza alcuna validità giuridica.
Il diritto di recesso non si applica ai contratti assicurativi e relativi a valori mobiliari.

### Italia
In Italia, nei contratti di credito, a distanza o stipulati fuori dai locali commerciali, il recesso può essere esercitato senza motivarlo, e senza oneri e penali: 
- sempre nei contratti a tempo indeterminato;
- entro 14 giorni dalla stipula o successiva ricezione delle condizioni se c'è una durata prestabilita.

Per le condizioni unilaterali di recesso il Testo Unico Bancario afferma che (inseriti dal D. Lgs. 141/2010 art. 4, in attuazione della Direttiva 2008/48/CE). Le fonti di diritto nazionale sono le seguenti:
(art. 120-bis)
(art. 125-ter, comma 1)
(art. 125-ter, comma 4)
Nei contratti aventi un termine di durata il recesso spetta soltanto se pattuito contrattualmente a norma dell'art. 1373 c.c.
Prova dell'esistenza di una connessione fra contratto di credito con la finanziaria e di servizio con un terzo, sono il fatto che la società finanziaria invia le condizioni di entrambi al cliente, ovvero anticipa al terzo l'ammontare del credito finanziato.
Interventi legislativi succedutisi in attuazione di direttive comunitarie, hanno aumentato nel tempo il periodo di recesso, i tipi di contratti coperti dal diritto, e l'assenza di giusta causa, oneri e penali:
- Il Decreto Legislativo n. 190 del 19 agosto 2005, art. 11, eleva il diritto di recesso a quattordici giorni per i contratti finanziari stipulati "a distanza"; il termine di recesso è di 30 giorni per le assicurazioni sulla vita. Il recesso è inteso senza motivazione e senza penali. La 190/2005 dà attuazione alla Direttiva 2002/65/CE.
- Codice del Consumo (Decreto Legislativo n. 206 del 6 settembre 2005):
  - art. 52: eleva a 14 giorni il termine per esercitare il diritto di recesso in tutti i tipi di contratti a distanza o negoziati fuori dai locali commerciali del professionista, salvo le eccezioni previste dall'art. 59.
  - art. 67-duodecies: il termine è di 14 giorni per i contratti finanziari a distanza, e decorre dalla data di ricezione delle condizioni contrattuali, se successiva alla stipula.

### Nelle società per azioni
L'azionista ha diritto di recedere dalle proprie quote azionarie in determinati casi specificati dalla legge. Essi comprendono le seguenti casistiche: significativa trasformazione dell'oggetto sociale, trasferimento della sede all'estero; trasformazione della società (es. integrazione all'interno di un gruppo, specialmente se in presenza di un'attività di direzione e coordinamento da parte della capogruppo); revoca dello stato di liquidazione; eliminazione delle cause di recesso previste dallo statuto; modifica delle modalità di determinazione del valore delle azioni in caso di recesso; modifiche dello statuto riguardanti i diritti di voto e di partecipazione.
Lo statuto può prevedere il diritto di recesso dell'azionista assente o dissenziente in assemblea per le delibere relative alla proroga del termine di durata della società e all'introduzione/rimozione di vincoli alla circolazione delle azioni. Ogni patto contrario che non sia di maggior favore, ma limitativo di tali diritti è nullo.
Le società per azioni chiuse hanno la facoltà di tipizzare ulteriori cause di recesso.